# Japanese chin
Japanese chin (FCI #206) er en lille selskabshund som stammer fra Japan, men som i følge traditionen oprindelig blev givet i gave til det kejserlige palads af kongelige fra Korea i år 732.